# یواس‌اس اسپرونس (دی‌دی‌جی-۱۱۱)
یواس‌اس اسپرونس (دی‌دی‌جی-۱۱۱) (به انگلیسی: USS Spruance (DDG-111)) یک کشتی است که طول آن ۵۱۰ فوت (۱۶۰ متر) می‌باشد. این کشتی در سال ۲۰۱۰ ساخته شد.